# 私の一年
『私の一年』（わたしのいちねん、仏: Mon année）は、ジャン＝ダヴィッド・モルヴァンの原作を谷口ジローが作画した、谷口ジローにとって初めてのバンド・デシネ作品である。邦題は定められていないが、『私の一年』が通称となっている。

## 概説
フランスの出版社ダルゴーは、谷口ジローに新作の提供を依頼した。谷口ジローは、ダルゴーが用意した三つの原作から、ジャン＝ダヴィッド・モルヴァンの作を選んだ。それは春夏秋冬の4部構成だったが、出版できたのは春の部のみとなった。ジャン＝ダヴィッド・モルヴァンは、谷口ジローがフランスの生活文化への理解に苦労していたことが遠因だったと語っている。

## あらすじ
障碍がある女の子の日常を描く。

## 単行本
谷口ジローの母国語である日本語では出版されていない。スペイン語のほか、ポーランド語及びイタリア語に翻訳された。
フランス語
- Printemps. Mon année. 1. Dargaud. (2009-11). ISBN 978-2-505-00751-7
- Printemps. Mon année. 1 (Version au crayon - Edition de luxe limitée ed.). Dargaud. (2010-01). ISBN 978-2-505-00901-6

## 脚註

### 註釈
1. ↑  京都精華大学国際マンガ研究センターは、フランスの出版社「Dargaud」を「ダルゴー」と邦訳している[4]。